# Pierre-François Verhulst

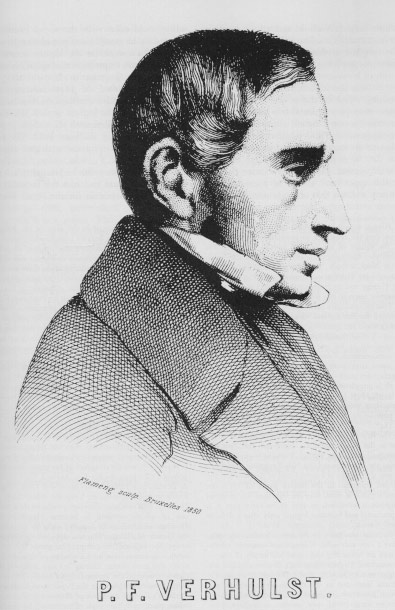
Pierre-François Verhulst

Pierre-François Verhulst (Brussel, 28 oktober 1804 – aldaar, 15 februari 1849) was een Belgisch wiskundige en demograaf. Hij studeerde eerst in Brussel, daarna aan de universiteit van Gent, waar hij in drie jaar tijd (1822-1825) zijn doctoraat behaalde. Daarna keerde hij terug naar Brussel. Hij werkte eerst op de getallentheorie maar onder invloed van Adolphe Quetelet ging hij zich meer toeleggen op sociale statistiek en demografische analyses. Naar hem werd de 'Scriptieprijs P.F. Verhulst' vernoemd, tweejaarlijks uitgereikt door de Vereniging voor Demografie en de Société de Démographie francophone de Belgique voor een scriptie binnen het domein van de bevolkingsstudies.
In 1829 publiceerde Verhulst, samen met Quetelet, een vertaling naar het Frans van de Theory of Light van John Herschel. In 1835 werd hij benoemd aan de Université libre de Bruxelles. In 1840 ging hij doceren aan de Koninklijke Militaire School van Brussel. Het jaar daarna werd hij opgenomen in de Koninklijke Academie van België, dit naar aanleiding van zijn hoofdwerk, Traité des fonctions elliptiques.
Verhulst is bekend voor zijn onderzoek naar de wetten die de aangroei van de bevolking (populatie) regelen. Vóór Quetelet werd algemeen aangenomen dat de bevolkingsgroei een meetkundige reeks volgt, dat wil zeggen met een constante factor (de intrinsieke groeisnelheid) toeneemt per jaar. Maar dit veronderstelt dat er onbegrensde groeimogelijkheden zijn (onuitputtelijke voedselbronnen e.d.). In werkelijkheid zijn deze bronnen beperkt en bij groter wordende schaarste zal de bevolking steeds langzamer aangroeien, om ten slotte op een maximale waarde uit te komen. Op basis van zijn studie van de evolutie van de bevolkingscijfers leidde Verhulst af dat deze remmende factor evenredig is met het verschil tussen de populatie op een gegeven tijdstip en de maximale populatie. De nodige statistische gegevens om deze hypothese te testen, ontbraken echter nog volledig. Hij noemde de wiskundige functie, die hij afleidde voor het populatieverloop in functie van de tijd, de logistische functie. Verhulsts werk bleef lang onopgemerkt en werd eerst ten volle gewaardeerd na de herontdekking van de logistische kromme door de Amerikanen Raymond Pearl en L.J. Reed in 1920.
In zijn werk Recherches mathématiques sur la loi d'accroissement de la population (1845) leidt hij uit de tienjaarlijkse bevolkingscijfers van de VS van 1790 tot 1840 een extrapolatie af van de verdere evolutie daarvan. Toegepast levert dit de volgende cijfers tot 1930, met een merkwaardig goede overeenkomst met de werkelijke cijfers.
| jaar | berekend | werkelijk |
| ---- | -------- | --------- |
| 1790 | 3,9      | 3,9       |
| 1800 | 5,3      | 5,3       |
| 1810 | 7,2      | 7,2       |
| 1820 | 9,7      | 9,6       |
| 1830 | 13,0     | 12,9      |
| 1840 | 17,4     | 17,1      |
| 1850 | 23,1     | 23,2      |
| 1860 | 30,2     | 31,4      |
| 1870 | 39,2     | 38,6      |
| 1880 | 49,9     | 50,2      |
| 1890 | 62,5     | 62,9      |
| 1900 | 76,6     | 76,0      |
| 1910 | 91,7     | 92,0      |
| 1920 | 107,1    | 106,5     |
| 1930 | 122,2    | 123,2     |

Op basis van zijn theorie schatte Verhulst in 1846 de bovengrens van de Belgische bevolking op 9.439.000 mensen.
De logistische functie van Verhulst wordt tegenwoordig vooral gebruikt in biologische wetenschappen, bijvoorbeeld bij de studie van bacteriënpopulaties.

## Werken
- Précis historique des troubles de Bruxelles en 1718 (1832)
- Traité élémentaire des fonctions elliptiques (1841)
- Recherches mathématiques sur la loi d'accroissement de la population (1845)
- Deuxième mémoire sur la loi d'accroissement de la population (1847)